# La Vierge folle (film, 1922)
Pour les articles homonymes, voir La Vierge folle.
Pour plus de détails, voir Fiche technique et Distribution.
La Vierge folle (titre alternatif : Jeunesse, titre original : The Young Diana) est un film américain réalisé par Albert Capellani et Robert G. Vignola et sorti en 1922. Il est considéré comme perdu.

## Synopsis
Une jeune femme est forcée d'épouser un homme qu'elle n'aime pas alors qu'un savant la pourchasse en vue de créer l'élixir de jouvence.

## Fiche technique
- Titre original : The Young Diana
- Titre français : La Vierge folle
- Titre alternatif : Jeunesse
- Réalisation : Albert Capellani et Robert G. Vignola
- Scénario : Luther Reed d'après le roman The Young Diana de Marie Corelli[1].
- Production : Cosmopolitan Productions
- Photographie : Harold Wenstrom
- Durée : 7 bobines[2]
- Date de sortie: 
  - États-Unis : 27 août 1922

## Distribution
- Marion Davies : Diana May
- Macklyn Arbuckle : James P. May
- Forrest Stanley : Commander Cleeve
- Gypsy O'Brien : Lady Anne
- Pedro de Cordoba : Dr. Dimitrius